# European Conference on Machine Learning and Principles and Practice of Knowledge Discovery in Databases
L'European Conference on Machine Learning and Principles and Practice of Knowledge Discovery in Databases (ECML PKDD), est l'une des principales conférences académiques dans le domaine de l'Apprentissage automatique et de la Gestion des connaissances,. Elle se tient en Europe chaque année.

## Histoire
ECML PKDD est la fusion de deux conférences Européennes, European Conference on Machine Learning (ECML) et European Conference on Principles and Practice of Knowledge Discovery in Databases (PKDD). ECML et PKDD se sont tenues ensemble depuis 2001; pourtant toutes les deux conservent leur identité jusqu'en 2007. Par exemple, la conférence de l'année 2007 est connue sous le titre de “the 18th European Conference on Machine Learning (ECML) and the 11th European Conference
on Principles and Practice of Knowledge Discovery in Databases (PKDD)”, ou en bref, “ECML/PKDD 2007”, and les deux conférences ont leurs propres publications. En 2008 les conférences fusionnent, et la séparation entre les thèmes traditionnellement ECML et les thèmes traditionnellement PKDD disparut.
L'histoire de ECML remonte à 1986, quand l'European Working Session on Learning se tint pour la première fois. En 1993 le nom de la conférence fut modifié en European Conference on Machine Learning.
La conférence PKDD fut organisée pour la première fois en 1997. À l'origine PKDD signifiait l'European Symposium on Principles of Data Mining and Knowledge Discovery from Databases. Le nom European Conference on Principles and Practice of Knowledge Discovery in Databases est utilisé depuis 1999.

## Liste des conférences
| Conférence        | Année | Ville            | Pays               | Date            |
| ----------------- | ----- | ---------------- | ------------------ | --------------- |
| ECML PKDD         | 2015  | Porto            | Portugal           | 7-11 septembre  |
| ECML PKDD         | 2014  | Nancy            | France             | 15-19 septembre |
| ECML PKDD         | 2013  | Prague           | République tchèque | 20–24 septembre |
| ECML PKDD         | 2012  | Bristol          | Angleterre         | 24–28 septembre |
| ECML PKDD         | 2011  | Athènes          | Grèce              | 5–9 septembre   |
| ECML PKDD         | 2010  | Barcelone        | Espagne            | 20–24 septembre |
| ECML PKDD         | 2009  | Bled             | Slovénie           | 7–11 septembre  |
| ECML PKDD         | 2008  | Anvers           | Belgique           | 15–19 septembre |
| 18e ECML/11e PKDD | 2007  | Varsovie         | Pologne            | 17–21 septembre |
| 17e ECML/10e PKDD | 2006  | Berlin           | Allemagne          | 18–22 septembre |
| 16e ECML/9e PKDD  | 2005  | Porto            | Portugal           | 3–7 octobre     |
| 15e ECML/8e PKDD  | 2004  | Pise             | Italie             | 20–24 septembre |
| 14e ECML/7e PKDD  | 2003  | Cavtat/Dubrovnik | Croatie            | 22–26 septembre |
| 13e ECML/6e PKDD  | 2002  | Helsinki         | Finlande           | 19–23 août      |
| 12e ECML/5e PKDD  | 2001  | Fribourg         | Allemagne          | 3–7 septembre   |

| Conférence | Année | Ville       | Pays                | Date          |
| ---------- | ----- | ----------- | ------------------- | ------------- |
| 11e ECML   | 2000  | Barcelone   | Espagne             | 30 mai–2 juin |
| 10e ECML   | 1998  | Chemnitz    | Allemagne           | 21–24 avril   |
| 9e ECML    | 1997  | Prague      | République tchèque  | 23–26 avril   |
| 8e ECML    | 1995  | Heraclion   | Crête, Grèce        | 25–27 avril   |
| 7e ECML    | 1994  | Catanie     | Italie              | 6–8 avril     |
| 6e ECML    | 1993  | Vienne      | Autriche            | 5–7 avril     |
| 5e EWSL    | 1991  | Porto       | Portugal            | 6–8 mars      |
| 4e EWSL    | 1989  | Montpellier | France              | 4–6 décembre  |
| 3e EWSL    | 1988  | Glasgow     | Écosse, Royaume-Uni | 3–5 octobre   |
| 2e EWSL    | 1987  | Bled        | Yugoslavie          | 13–15 mai     |
| 1re EWSL   | 1986  | Orsay       | France              | 3–4 février   |

| Conférence | Année | Ville     | Pays               | Date            |
| ---------- | ----- | --------- | ------------------ | --------------- |
| 4e PKDD    | 2000  | Lyon      | France             | 13–16 septembre |
| 3e PKDD    | 1999  | Prague    | République Tchèque | 15–18 septembre |
| 2e PKDD    | 1998  | Nantes    | France             | 23–26 septembre |
| 1re PKDD   | 1997  | Trondheim | Norvège            | 24–27 juin      |